# Icatu
Icatu is een gemeente in de Braziliaanse deelstaat Maranhão. De gemeente telt 25.557 inwoners (schatting 2009).